# Peștera Meziad
Peștera Meziad este o peșteră mare, fiind una dintre primele peșteri amenajate și mult timp una dintre cele mai lungi peșteri din România (4.750 m lungime cu mai multe nivele) fiind situată în județul Bihor pe Valea Meziadului în regiunea sud estică a Munților Pădurea Craiului și zona de vest a Munților Apuseni. Declarată monument al naturii, o rezervație speologică, peștera a fost cercetată intens. În 1921 a fost vizitată de o echipă de geologi având în frunte pe renumitul speolog român Emil Racoviță. Peștera Meziad a fost reamenajată în 1972 și deschisă turismului. Aceasta este inclusă în situl de importanță comunitară Defileul Crișului Repede - Pădurea Craiului.
Legenda spune că în vremurile de demult, oamenii nu trăiau în sat, ci în peșteră.

## Căi de acces
Se poate ajunge la peșteră folosind drumul național E-79 (76) dintre Oradea și Vârfuri, cu ramificația spre Beiuș prin centrul orașului, de unde peștera se află la o distanță de 22 km, din Beiuș urmând șoseaua Roșia (Borod) - Aleșd). Din Beiuș până la satul Remetea sunt circa șase km, iar din Remetea drumul duce la Meziad. Peștera se află la circa trei kilometri de satul Meziad. Calea spre peșteră este un drum forestier.

## Peștera
Peștera se află la o altitudine de 297 metri, iar gura de intrare a peșterii are o înălțime de 16 metri și o lățime de 10 metri. Peștera are două nivele de carstificare: 
- Nivelul inferior, care însumează 1.542 m și se caracterizează prin spații neobișnuit de ample, măsurând frecvent între 20-30 metri lățime și 15-20 metri înălțime. După circa 400 metri, galeriile se îngustează brusc, nivelul inferior prelungindu-se prin două galerii greu accesibile și care, din această cauză, nu sunt incluse în sectorul turistic al peșterii.
- Nivelul superior, în lungime totală de 3.208 metri, prezintă trei zone principale de racord cu galeria inferioară: Galeria descendentă, Galena de joncțiune și Gâtul dracului. Suprapunerea celor două niveluri în regiunea Podului Natural creează un spectacol deosebit de impresionant, înălțimea totală a cavernamentului ajungând aici la 35 metri.

În peșteră s-au găsit urme din paleolitic, neolitic, fiind o peșteră locuită de Homo sapiens și de animale ca Ursus spelaeus. Peștera oferă condiții prielnice pentru hibernarea liliecilor, în special cei din specia Miniopterus schreibersii, care formează o colonie destul de mare în Sala Liliecilor. 
Alte galerii și formațiuni:
- Galerii: Galeria gurilor, Galeria prăbușirilor, Galeria tulnicului, Galeria descendentă, Galeria ponorului, Galeria cu șanț
- Săli: Sala liliecilor, Sala turnurilor, Sala oaselor
- Altele: Poșta, Pârârul gropilor, Gâtul dracului, Valea peșterii